# الحجفة (مصينعة)

تعديل مصدري - تعديل

الحجفة محلة تابعة لقرية مصينعة، التابعة لعزلة بني احمد والثلث بمديرية فرع العدين إحدى مديريات محافظة إب في الجمهورية اليمنية، بلغ تعداد سكانها 82 حسب تعداد اليمن لعام 2004.